# Блежень
Блежень, Блежені (рум. Blăjeni) — село у повіті Хунедоара в Румунії. Адміністративний центр комуни Блежень.
Село розташоване на відстані 317 км на північний захід від Бухареста, 37 км на північ від Деви, 81 км на південний захід від Клуж-Напоки, 139 км на схід від Тімішоари.

## Населення
За даними перепису населення 2002 року у селі проживала 351 особа, усі — румуни. Усі жителі села рідною мовою назвали румунську.